# HIM
HIM is een Finse band die in 1995 gevormd werd door Mikko Viljami Lindström, Migé Amour en Ville Valo. De songteksten, die voornamelijk door Ville Valo worden geschreven, combineren de thema's van liefde en dood. HIM heeft mede daardoor het imago 'gothic' te zijn. De band zelf zegt daarentegen 'love-metal' te maken.
Op oudjaarsdag in 2017 heeft HIM zijn laatste optreden gegeven in hun thuisland.
De volledige bandnaam was oorspronkelijk His Infernal Majesty, maar na een aantal veranderingen in de band veranderde de bandnaam in HIM.

## Geschiedenis

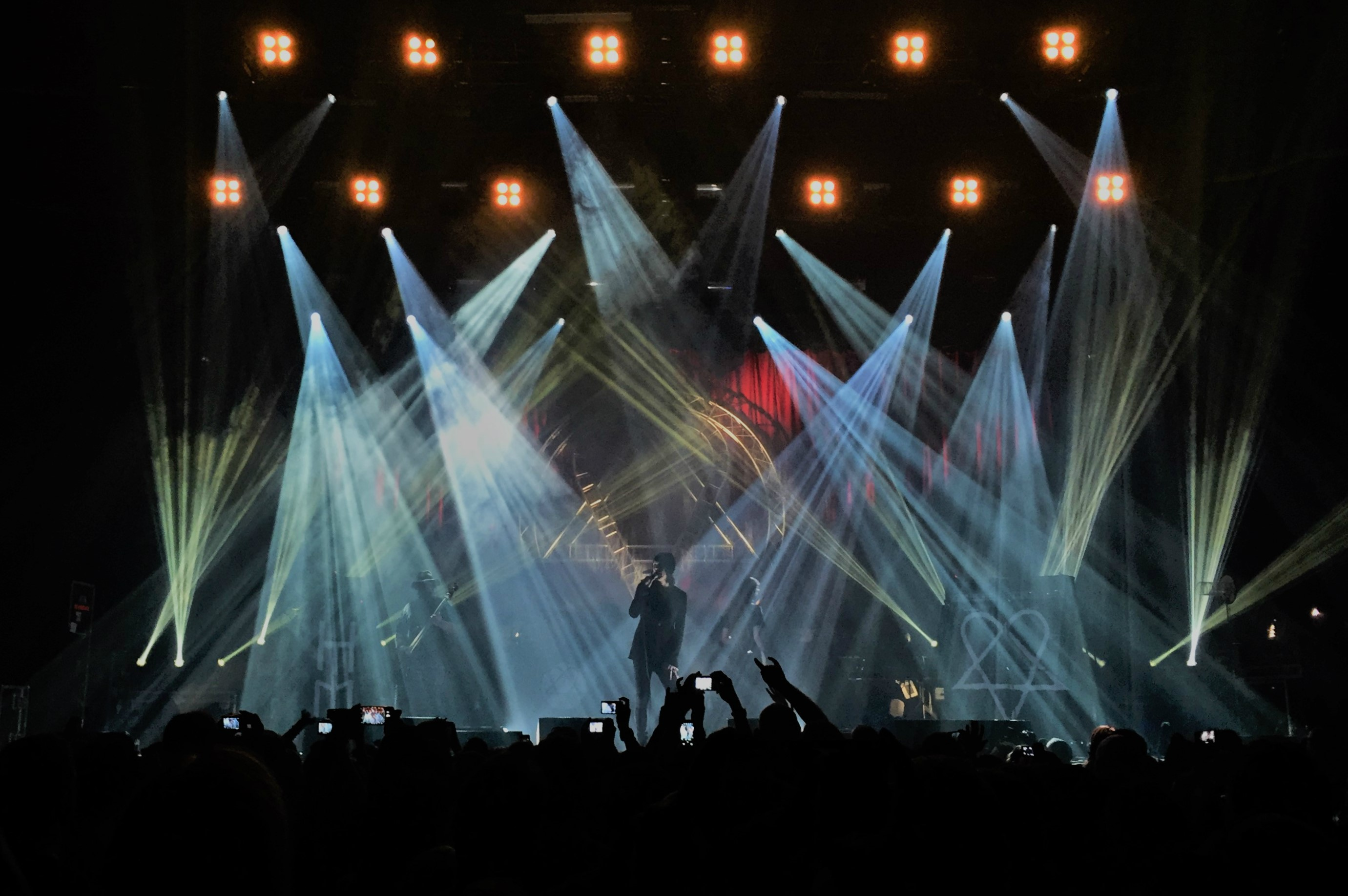
HIM in de Helsinki Ice Hall in december, 2017

De band bracht in 1996 de lp 666 Ways to Love: Prologue uit. Ze braken door in Finland met hun cover van Chris Isaaks hit "Wicked Game". In 1997 kregen ze bekendheid in Scandinavië, toen het eerste complete album Greatest Lovesongs Vol. 666 werd uitgebracht.
In 1999 bracht de band haar tweede complete album uit: Razorblade Romance. Het album werd een succes in Europa toen het nummer "Join Me (In Death)" werd gebruikt in de Europese versie van de sciencefictionfilm The 13th Floor. Hierdoor kwam het album in 2000 op nummer 1 in de Duitse albumlijsten. Na het Europese succes brachten ze nog drie andere singles uit van hetzelfde album: "Right Here in My Arms", "Poison Girl" en "Gone with the Sin". Het album bereikte ook een paar winkels in de Verenigde Staten, maar de rechten op de naam HIM waren daar al gekocht door een andere band. Daarna werden de volledige rechten op de naam HIM in de Verenigde Staten gekocht en werd Razorblade Romance vervolgens alleen nog onder de naam HIM geproduceerd.
In 2001 bracht de band haar derde studioalbum uit, getiteld Deep Shadows and Brilliant Highlights. Daaruit werden de vier singles "Pretending", "In Joy and Sorrow", "Heartache Every Moment" en "Close to the Flame" voortgebracht. Na het opnemen van Deep Shadows and Brilliant Highlights vormden de drie leden van HIM, Lily Lazer, Ville Valo en Migé Amour, de rock-'n-rollgroep Daniel Lioneye and the Rollers.
In 2003 kwam het vierde studioalbum uit, getiteld Love Metal, dat met name door Kerrang! Magazine goed werd ontvangen in de Verenigde Staten. De band kreeg door dit album een groot aantal fans in Amerika. Nadat het album uitgebracht was, ging HIM in 2004 in Amerika op tournee en in 2005 deed het dit nogmaals.
In 2005 bracht HIM haar vijfde album Dark Light uit, dat op 26 september wereldwijd en op 27 september in Amerika verscheen. In september 2007 kwam album zes Venus Doom uit.
De manager van de band, Seppo Vesterinen, is ook de manager van The Rasmus en heeft ook gewerkt met Hanoi Rocks, een populaire Finse glamrockband in de jaren 80.
Op 27 januari 2015 maakte drummer Mika Karppinen (ook bekend als Gas Lipstick) bekend de band te gaan verlaten. De reden hiervoor was dat hij graag zijn muzikale horizon wilde verbreden en zelf liedjes wilde gaan schrijven, iets wat hij al eerder had gedaan. Zijn hart lag niet meer voor de volle honderd procent bij de band.
Op 25 juli 2015 werd bekendgemaakt dat HIM een nieuwe drummer had gevonden, in de persoon van Jukka "Kosmo" Kröger.
Voorman Valo maakte op 5 maart 2017 bekend dat HIM er na een afscheidstournee dat jaar mee zou stoppen.

### In Nederland en België
HIM trad meerdere keren op in Nederland en België. Zo stond de band o.a. op de festivals Pinkpop (2004), Lowlands (2000, 2006, 2008), Rock Werchter (2000), Bospop (2003) en Pukkelpop (2006).

## Heartagram

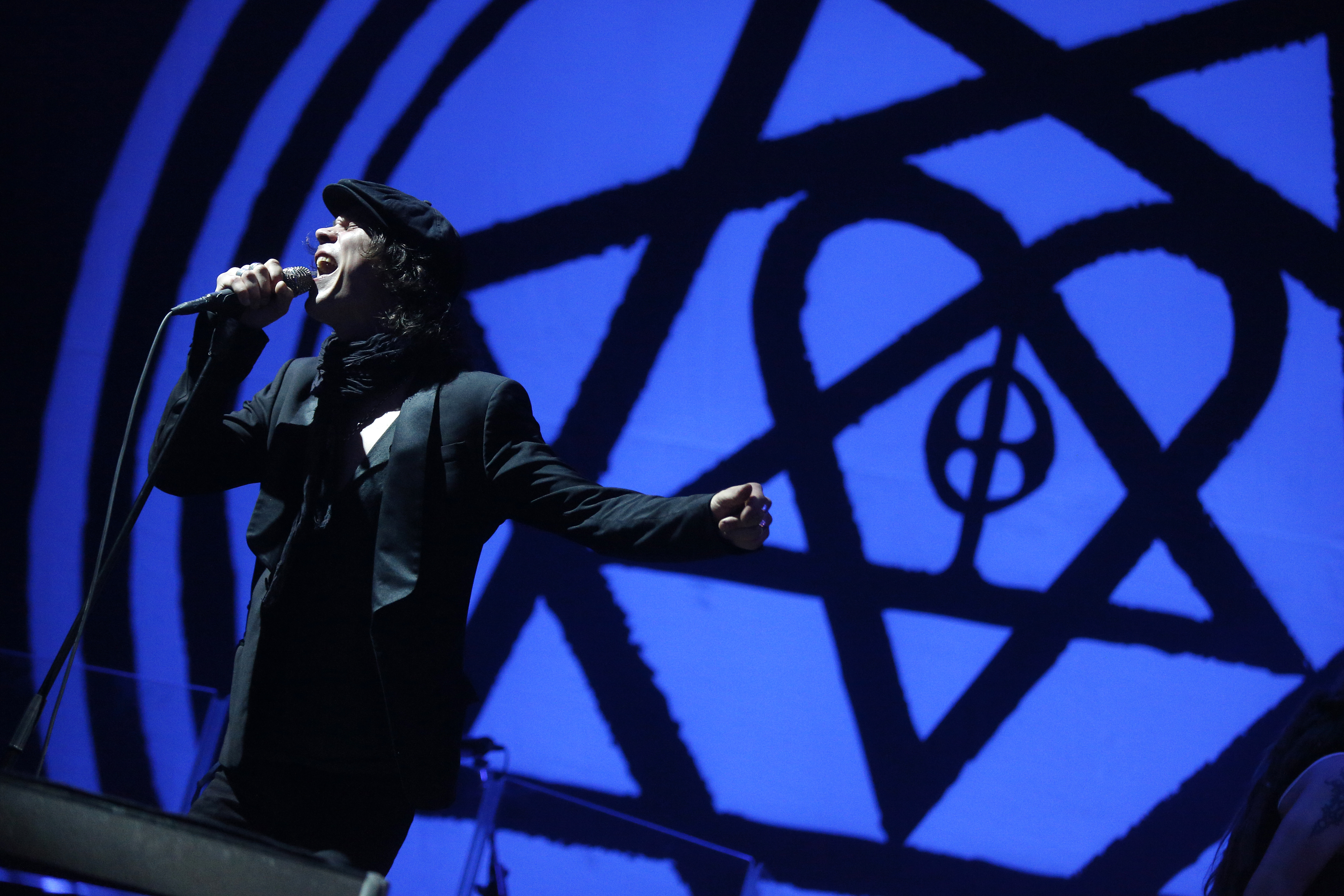
Ville Valo, met op de achtergrond het 'heartagram', het symbool van de band

HIM voerde als herkenningsteken het zogenaamde 'heartagram' als symbool. Het is een combinatie van een hart en een omgekeerd pentagram, als teken van liefde, dood, balans en yin en yang. In de MTV-serie Viva La Bam maakte Bam Margera ook veelvuldig gebruik van het heartagram. Ook maakt hij als skater gebruik van dit symbool op bijvoorbeeld zijn skateboards. HIM heeft toestemming gegeven om het symbool te mogen gebruiken. Bam Margera en een aantal andere fans hebben het symbool op hun lichaam laten tatoeëren.

## Bezetting
- Ville Valo, zang, 1991 - 2017
- Lily Lazer, gitaar, 1995 - 2017
- Migé Amour, basgitaar, 1991 - 2017
- Emerson Burton, keyboard, 2001 - 2017
- Jukka Kröger, drums, 2015 - 2017

### Voormalige bandleden
- Sami "Juippi" Jokilehto, drums, 1991 - 1993
- Juha Tarvonen, drums, 1991 - 1993
- Oskari "Oki" Kymäläinen, gitaar, 1996
- Antto Melasniemi, keyboard, 1996 - 1998
- Juhana "Pätkä" Rantala, drums, 1996 - 1999
- Jussi-Mikko "Juska" Salminen, keyboard, 1998 - 2000
- Mika "Gas Lipstick" Karppinen, drums, 1999 - 2015

## Discografie

### Albums
| Album met eventuele hitnotering(en) in de Nederlandse Album Top 100 | Datum van verschijnen | Datum van binnenkomst | Hoogste positie | Aantal weken | Opmerkingen                   |
| ------------------------------------------------------------------- | --------------------- | --------------------- | --------------- | ------------ | ----------------------------- |
| 666 Ways to Love: Prologue                                          | 16-10-1996            | -                     | -               | -            | alleen in Finland uitgebracht |
| Greatest lovesongs Vol. 666                                         | 31-08-1998            | -                     | -               | -            |                               |
| Razorblade romance                                                  | 24-01-2000            | 10-06-2000            | 78              | 4            |                               |
| Deep shadows and brilliant highlights                               | 27-08-2001            | -                     | -               | -            |                               |
| Love metal                                                          | 14-04-2003            | -                     | -               | -            |                               |
| And love said no (The greatest hits 1997-2004)                      | 15-03-2004            | 27-03-2004            | 71              | 7            | Verzamelalbum                 |
| Dark light                                                          | 23-09-2005            | 01-10-2005            | 25              | 4            |                               |
| Venus doom                                                          | 14-09-2007            | 22-09-2007            | 36              | 2            |                               |
| Screamworks: Love in theory and practice - chapters 1-13            | 12-02-2010            | 20-02-2010            | 44              | 1            |                               |
| Tears on tape                                                       | 26-04-2013            | 04-05-2013            | 89              | 1            |                               |

### Singles
| Single met eventuele hitnotering(en) in de Nederlandse Top 40 | Datum van verschijnen | Datum van binnenkomst | Hoogste positie | Aantal weken | Opmerkingen                 |
| ------------------------------------------------------------- | --------------------- | --------------------- | --------------- | ------------ | --------------------------- |
| Join me                                                       | 2000                  | 13-05-2000            | 18              | 6            | Nr. 33 in de Single Top 100 |